# Грабоваць Крняцький
45°20′ пн. ш. 15°37′ сх. д. / 45.34° пн. ш. 15.61° сх. д.
Грабоваць Крняцький (хорв. Grabovac Krnjački) — населений пункт у Хорватії, у Карловацькій жупанії у складі громади Крняк.

## Населення
Населення за даними перепису 2011 року становило 85 осіб.
Динаміка чисельності населення поселення: